# MTK Budapest FC
Magyar Testgyakorlók Köre Budapest Futball Club – węgierski klub piłkarski z siedzibą w Budapeszcie.

## Historia

### Chronologia nazw
- 1888: Magyar Testgyakorlók Köre (MTK)
- 1926: Hungária Football Club
- 1945: MTK
- 1949: Budapesti Textiles Sportegyesület (SE)
- 1950: Budapesti Bástya SK
- 1953: Budapesti Vörös Lobogó
- 1956: MTK
- 1975: MTK-VM Sportklub (fuzja z Vörös Meteor Egyetértés)
- 1992: MTK FC
- 1998: MTK Hungária FC
- 1998: MTK Hungária
- 2004: MTK Budapest FC

### Powstanie klubu
MTK powstało w 1888 r. Było klubem założonym przez nowoczesnych i bogatych żydów, głównie z tradycyjnie żydowskiej VII dzielnicy Budapesztu. Pod wpływem ogromnej popularności piłki nożnej w MTK zdecydowano się założyć jej sekcję. Nastąpiło to 12 marca 1901 r. Klub stać było na dobrą drużynę. W pierwszym oficjalnym meczu zremisowała 0:0 z BTC.
Pierwszy sezon – 1902 – MTK rozegrało w 2 lidze, którą pewnie wygrało. Następny sezon to trzecie miejsce w I lidze jako jej beniaminek. W kwietniu 1903 rozegrali pierwszy międzynarodowy mecz z drużyną Southampton. W 1904 r. nadeszło pierwsze mistrzostwo. 
W 1905 r. prezesem klubu został przedsiębiorca Alfréd Brüll. Po raz kolejny sięgnął po mistrzostwo w sezonie 1907/1908. W 1911 po kilku latach dominacji Ferensvarosu do MTK dołączył angielski napastnik Joe Line i trener John Teit Robertson. W 1924 na igrzyskach olimpijskich w reprezentacji znalazło się 9 miłkarzy MTK Budapeszt.
Po kilku  Za jego rządów klub 14 razy zdobył mistrzostwo i 7 razy Puchar Węgier, choć zdecydowana większość sukcesów przypada na okres przed wprowadzeniem ligi zawodowej (co nastąpiło w 1926 r.). W latach trzydziestych i czterdziestych, w wyniku rosnącej faszyzacji Węgier, klub był obiektem szykan. W 1940 r. mimo zdobycia wicemistrzostwa kraju, klub został wycofany z ligi, a prezes wezwał kibiców do wspierania lewicowego Vasasu.

### Lata powojenne
W 1945 r. klub został odtworzony. W 1949 r. klub został przejęty przez przemysł tekstylny i zmienił swą nazwę na Textiles SE. W 1951 r. klub został przejęty tym razem przez tajną policję AVH, co spowodowało zmianę nazwy najpierw na Bastya (Bastion), a potem na Voros Lobogo (Czerwony sztandar).
W 1956 r. klub wrócił do pierwotnej nazwy, czyli MTK Budapeszt. W 1975 MTK przejął klub Egyetértés VM, zmieniając tym samym nazwę na MTK/VM Budapeszt. W 1992 powrócił do poprzedniej nazwy, by dwa lata później zmienić ją na MTK FC Budapeszt, a w końcu w 1997 r. przyjąć obecną nazwę.
Klub w swej historii trzykrotnie spadł z ligi, po spadku w 1981 r. i 1994 r. awans do Nemzeti Bajnokság I wywalczając po jednym sezonie w drugiej lidze. Ostatni spadek klub zanotował po sezonie 2010/2011, jednak po roku znów wrócił w szeregi najwyższej klasy rozgrywkowej kraju, dochodząc do finału pucharu jako drugoligowiec, zapewnił sobie tym start w europejskich pucharach.

## Sukcesy
- Mistrz Węgier (23): 1904, 1908, 1914, 1917, 1918, 1919, 1920, 1921, 1922, 1923, 1924, 1925, 1929, 1936, 1937, 1951, 1953, 1958, 1987, 1997, 1999, 2003, 2008
- Wicemistrz Węgier (20): 1910, 1911, 1912, 1913, 1926, 1928, 1931, 1933, 1940, 1949, 1950, 1952, 1954, 1955, 1957, 1959, 1963, 1990, 1990, 2007
- III miejsce (16): 1903, 1905, 1907, 1927, 1930, 1932, 1935, 1938, 1939, 1950, 1961, 1978, 1989, 2002, 2005, 2015
- Puchar Węgier (12): 1910, 1911, 1912, 1914, 1923, 1925, 1932, 1952, 1968, 1997, 1998, 2000
- Finalista Pucharu Węgier:1935, 1976, 2012
- Finalista Pucharu Zdobywców Pucharów: 1964
- Półfinał Pucharu Miast Targowych (UEFA): 1962
- Puchar Mitropa: 1955, 1963
- Występy w lidze (107 sezonów na 118): 1903-1939/40, 1945-1980/81, 1982/83-1993/94, 1995/96-2010/11, 2012/13 – 2016/17, 2018/19, 2020/21

## Obecny skład
Stan na 27 lipca 2023
| Nr | Poz. | Piłkarz                |
| -- | ---- | ---------------------- |
| 1  | BR   | Patrik Demjén          |
| 2  | OB   | Benedek Varju          |
| 3  | OB   | Nemanja Antonov        |
| 4  | OB   | Dávid Bobál            |
| 5  | OB   | Zsombor Nagy (kapitan) |
| 6  | PO   | Mihály Kata            |
| 7  | PO   | Zoltán Stieber         |
| 9  | NA   | Márkó Futács           |
| 10 | PO   | István Bognár          |
| 11 | NA   | Ákos Zuigéber          |
| 12 | BR   | Adrián Csenterics      |
| 13 | BR   | Gergő Rácz             |
| 14 | PO   | Artúr Horváth          |
| 15 | PO   | Márk Kosznovszky       |

| Nr | Poz. | Piłkarz          |
| -- | ---- | ---------------- |
| 16 | NA   | Ádin Molnár      |
| 17 | NA   | Dániel Zsóri     |
| 18 | NA   | Krisztián Németh |
| 20 | PO   | Mátyás Kovács    |
| 21 | PO   | Gergő Kocsis     |
| 22 | OB   | Viktor Hey       |
| 23 | OB   | Khaly Thiam      |
| 24 | OB   | Dániel Vadnai    |
| 25 | OB   | Tamás Kádár      |
| 27 | PO   | Martin Palincsár |
| 28 | PO   | Ádám Miknyóczki  |
| 29 | OB   | Kaka Godwords    |
| 30 | PO   | Nikolas Špalek   |

### Piłkarze na wypożyczeniu
| Nr | Poz. | Piłkarz                                              |
| -- | ---- | ---------------------------------------------------- |
|    | NA   | Ákos Zuigéber (wypożyczony do Dorogi FC)             |
|    | BR   | Balázs Bese (wypożyczony do Budafoki MTE)            |
|    | PO   | Anton Bidzilya (wypożyczony do Kaposvári Rákóczi FC) |
|    | OB   | Barnabás Nagy (wypożyczony do Szentlőrinci SE)       |

| Nr | Poz. | Piłkarz                                             |
| -- | ---- | --------------------------------------------------- |
|    | PO   | Miklós Szerencsi (wypożyczony do Dorogi FC)         |
|    | PO   | Gergely Kapronczai (wypożyczony do Szentlőrinci SE) |
|    | PO   | Máté Kovács (wypożyczony do Kazincbarcikai SC)      |
|    | NA   | Péter Törőcsik (wypożyczony do Szentlőrinci SE)     |